# Dania Film
Dania Film est une société italienne de production et de distribution cinématographique.

## Historique

### Les débuts
Elle a été fondée à Rome en 1970 par le producteur Luciano Martino, qui, après quelques titres à succès, a décidé de travailler indépendamment, mettant fin à sa collaboration avec Mino Loy. 
Au départ, sa production était orientée vers le genre giallo.

### Le début des années 1970 et le succès
Le succès de la maison vient principalement grâce aux comédies, telles que Patroclooo!... e il soldato Camillone, grande grosso e frescone (it) de Mariano Laurenti, La signora gioca bene a scopa? de Giuliano Carnimeo et autres.
À cela s'ajoutent les poliziotteschi, comme La Rançon de la peur, Bracelets de sang et Le Cynique, l'Infâme et le Violent, avec des acteurs comme Tomas Milian, Maurizio Merli et Luc Merenda.

### La comédie érotique italienne
Dania a été l'une des sociétés cinématographiques les plus importantes pour la comédie érotique italienne, genre dont elle s'enorgueillit d'une vaste production, lançant des acteurs comme Lino Banfi, Edwige Fenech, Renzo Montagnani, Alberto Lionello, Aldo Maccione et bien d'autres, ainsi que des réalisateurs comme Michele Massimo Tarantini, Mariano Laurenti et Nando Cicero.

### Les années 80 et le cinéma engagé
Dans les années 1980, plusieurs films remarqués par la critique ont été produits, comme La Balade inoubliable et Regalo di Natale, réalisés par Pupi Avati, Les Lunettes d'or de Giuliano Montaldo avec Philippe Noiret, Mignon est partie de Francesca Archibugi.

### Les années 2000
Ces années ont vu la production de films tels que Le Marchand de Venise avec Al Pacino et Le Metteur en scène de mariages de Marco Bellocchio.
Après le décès du fondateur Luciano Martino en 2013, l'entreprise est gérée par ses filles, Dania Martino (présidente) et Lea Martino.

## Distribution
Dania Film a également assuré la distribution de films américains tels que Monster ou de films russes tels que La Maison de fous.